# Carlos Horbach
Carlos Bastide Horbach é um jurista e advogado brasileiro, professor de direito constitucional da Faculdade de Direito da Universidade de São Paulo (USP) e ex-ministro do Tribunal Superior Eleitoral (TSE).

## Biografia
Carlos Horbach é gaúcho. Formou-se em direito pela Universidade Federal do Rio Grande do Sul (UFRGS) em 1996 e concluiu o doutorado em 2004 pela Universidade de São Paulo (USP), onde leciona direito constitucional.
Atua como advogado em Brasília e tem experiência em direito administrativo, constitucional, eleitoral e urbanístico.
Nomeado pelo presidente Michel Temer, tomou posse como ministro substituto do Tribunal Superior Eleitoral no dia 12 de setembro de 2017, após indicação pelo Supremo Tribunal Federal (STF) para vaga destinada a jurista, sucedendo a ministra Luciana Lóssio.
Em 2019, foi reconduzido para mais um biênio pelo presidente Jair Bolsonaro, a partir de lista tríplice elaborada pelo STF, na qual foram indicados Carlos Horbach (8 votos), Ingo Wolfgang Sarlet (10 votos) e Maria Fernanda Pires De Carvalho Pereira (10 votos).
Em 18 de maio de 2021, tomou posse como ministro efetivo do TSE, sucedendo Tarcisio Vieira de Carvalho Neto. Sua vaga de substituto foi ocupada por Maria Claudia Bucchianeri.
Em maio de 2023, anunciou que não tentaria ser reconduzido para mais um biênio na corte eleitoral, manifestando a intenção de retornar à advocacia e à docência. Seu mandato encerou-se em 18 de maio de 2023. Foi sucedido no cargo por André Ramos Tavares.